# Oliver Emert
Oliver Emert (9 de dezembro de 1902 — Oxnard, 13 de agosto de 1975) é um diretor de arte estadunidense. Venceu o Oscar de melhor direção de arte na edição de 1963 por To Kill a Mockingbird, ao lado de Alexander Golitzen e Henry Bumstead.